# Venom (Marvel Comics)
Venom é um personagem ficcional das histórias em quadrinhos na série do Homem-Aranha do Universo Marvel, publicadas pela Marvel Comics. Apesar de já ter tido minisséries próprias, a maioria de suas aparições é como inimigo do personagem Homem-Aranha. Apesar de ter seu lado como vilão, Venom também é um anti-herói. Seu hospedeiro é Eddie Brock. Venom é um simbionte alienígena formado a partir de um líquido, material orgânico de espessura. A característica marcante de Venom, além do uniforme negro, é a desproporcional e assustadora mandíbula, desenhada no traço de Todd MacFarlane. Antes de fundir-se ao simbionte e tornar-se Venom, Eddie Brock era repórter do jornal O Clarim Diário, e foi demitido por Homem-Aranha.
O jornalista e historiador de quadrinhos Mike Conroy escreveu sobre o personagem: "o que começou como um traje de substituição para o Homem-Aranha virou um dos maiores pesadelos do lançador de teias da Marvel". Venom foi classificado como 22º na lista de Grandes Vilões de Quadrinhos de Todos os Tempos, pela IGN. A IGN também classificou a encarnação de Mac Gargan de Venom como # 17 em sua lista de "The Top 50 Avengers", enquanto a encarnação de Flash Thompson foi classificada como # 27. O personagem foi classificado na posição #33 pela Empire Magazine na lista dos 50 Maiores Personagens de Quadrinhos.

## Enredo
A origem do simbionte alienígena foi mostrada no evento intitulado Guerras Secretas, quando foi usado como "uniforme" pelo próprio Homem-Aranha (que então não sabia que este era uma criatura viva). O "uniforme", totalmente negro e com propriedades regenerativas e adaptativas aumentava as habilidades de Peter Parker, mas também potencializava sua agressividade. Assim, ao descobrir a real natureza de seu "uniforme", o Homem-Aranha livrou-se do alienígena (ao, inadvertidamente, ser beneficiado pela fraqueza a ondas sonoras do simbionte).
Mais tarde, o simbionte acabou caindo sobre Eddie Brock, um jornalista fracassado do Clarim Diário, que culpava o herói aracnídeo por sua ruína. Sentindo o ódio de Brock por seu inimigo, o simbionte ligou-se a seu corpo, formando um ser de mente composta chamado Venom. Um ser com um único objetivo: matar o Homem-Aranha.
Esta história foi revelada na edição de nº 105 da revista do Homem-Aranha, publicada em 1992 pela Editora Abril. Brock havia escrito a biografia de um homem que dizia ser o vilão Devorador de Pecados, e a notícia foi um sucesso para o seu jornal, o Clarim Diário. Mas pouco depois, o Homem-Aranha derrotou o verdadeiro vilão e sem querer provou que a reportagem de Eddie não passava de histórias imaginárias de um doente mental. Com isso, o Clarim Diário foi ridicularizado, e Eddie, despedido.
A partir de então, Eddie apenas pensava se vingar do herói, porém sendo humano comum, não teria chances contra o aracnídeo. Depois de tudo, pensou suicidar, mas suicídio seria um pecado inaceitável para ele, um homem católico. Revelou que seu corpo musculoso foi adquirido porque exercícios físicos o ajudariam a diminuir o estresse. E quando Eddie estava rezando para obter paz na Catedral da Virgem Maria, em Manhattan, que curiosamente foi o mesmo local da separação de Peter Parker com o Simbionte, o alienígena uniu-se a Brock, acabando com sua angústia, dando-lhe quase todos os poderes do Homem-Aranha, e ele percebeu que poderia derrotar o Homem-Aranha. Contando a identidade secreta do herói. Assim nasceu Venom. O Simbionte Alienígena deu à Eddie Brock poderes similares aos do Homem-Aranha, como força, resistência, agilidade, reflexos ampliados, capacidade de lançar teias orgânicas, fator de cura acelerada, e imunidade ao "sentido de aranha" de Peter Parker. Além disso, o vilão passou a ter capacidade transmórfica ilimitada.

## Hospedeiros
- Maria Martins: Uma escultora que viveu entre o século 19 e 20, sendo reconhecida por suas obras possuírem alta semelhança com o Simbionte.
- "Homem-Aranha:" Peter Parker encontrou a "nova roupa" durante as Guerras Secretas e a trouxe à Terra. Peter gostou de seu novo uniforme, mas percebeu que, ao usá-lo, ficava exausto com muita facilidade, além de ficar mais agressivo em ação. Ele procurou o Sr. Fantástico, e descobriu que o uniforme era um ser vivo (anos depois, na revista HA anual, foi explicado que era um ser que não tinha emoções próprias, e era viciado em adrenalina, por isso precisava de um hospedeiro que sentisse adrenalina para saciar o vicio) que potencializava as características do hospedeiro, Peter sentiu repulsa e pediu para que o Sr. Fantástico auxiliasse na remoção do simbionte: ele foi retirado, mas fugiu e tentou um contato com Peter (até então ele não tinha se manifestado para Peter). Peter soube das fraquezas do simbionte (fogo e som) e acabou indo para a torre de sinos de uma igreja. Com o som dos sinos, ele removeu a criatura de seu corpo.

- "Eddie Brock:" Edward Allen "Eddie" Brock foi criado em uma família católica romana em San Francisco. Em sua infância, ajudou um jovem a procurar seu gato desaparecido. O que ninguém sabia é que Eddie tinha o gato preso em seu porão. Ele devolveu o gato para um jovem cheio de alegria, e todos no bairro passaram a vê-lo como herói. Quando lhe perguntaram como fezo, ele disse: "foi fácil". Esta é a primeira vez, em uma lista de muitas, em que Eddie mostrou-se mentiroso compulsivo, com complexo de herói. Mais tarde, na mesa de jantar, Eddie estava prestes a contar a seu pai sobre como "achou" o gato. O pai, entanto, mostrou pouco interesse. Naquela noite, assistindo ao noticiário, Eddie disse que o homem na tevê estava mentindo. Quando o pai dele mostrou-se confuso, Eddie afirmou que ele podia sempre dizer quando alguém estava mentindo (não se sabia se isso era uma mentira ou se ele estava dizendo a verdade). Sua irmã, em seguida, chegou reclamando que Eddie arruinou suas roupas da igreja. Quando Eddie disse a ela que ela não é sua mãe, ela gritou de volta: "estamos habituados a ter uma mãe antes de você". O pai de Eddie então a repreende, dizendo que eles não podiam culpar Eddie pelo que aconteceu, e que não era culpa dele. O pai de Eddie depois se afastou e Eddie suspirou. Quando sua irmã perguntou-lhe o que estava errado, ele disse: "Eu posso dizer. Ele está mentindo". No dia seguinte, na igreja, Eddie fala com uma mulher velha. Ela diz que "o mundo tem um lugar para todos, e que você só tinha que encontrá-lo". Ele então disse que, enquanto ele parecia tão duro como podia, parecia que ninguém estava olhando para ele.

- "Angelo Fortunado:" Este teve uma vida de crimes curta. Foi humilhado pelo pai que era criminoso, e atacou o Homem-Aranha no Colégio. Após fundir-se ao simbionte e ser vergonhosamente derrotado pelo Homem-Aranha em batalha, o alienígena considerou-o um hospedeiro indigno e o abandonou durante uma queda, deixando-o morrer. Apareceu apenas em duas histórias em quadrinhos.

- "Mac Gargan:" Mac Gargan era um investigador particular que J. Jonah Jameson contratado para manter o controle sobre Peter Parker e Homem-Aranha, para ver se os dois tiveram qualquer ligação com o outro. Mas o sentido de aranha de Peter avisava-o,  para fugir de Gargan. Eventualmente, J. Jonah Jameson pagou Mac Gargan para se submeter a um procedimento experimental realizado pelo Dr. Farley Stillwell, a fim de derrotar o Homem-Aranha. O procedimento foi concebido para dotar suas cobaias humanas com os poderes de um animal particular. J. Jonah Jameson escolheu Mac para ganhar as habilidades proporcionais às de um escorpião, porque seria o predador aracnídeo perfeito para o Homem-Aranha. Na sequência de modificações genéticas, Stillwell equipou Gargan com um uniforme mecânico, na forma de um exoesqueleto durável com ferrão cibernético. Ele se tornou o Escorpião! E, após um tempo, veio a ser um dos Thunderbolts de Norman Osborn... o que levou-o, mais tarde, a tornar-se o novo Venom e a fazer parte dos Vingadores Sombrios como a versão pseudo-heróica do Homem-Aranha.

- "Flash Thompson:" Após o cerco de Asgard, Mac Gargan foi separado do simbionte -  mais tarde se tornando o Escorpião, mais uma vez. O simbionte caiu na posse do governo dos EUA e foi contido em uma base secreta do governo, controlada pelo Departamento de Segurança Interna. O DHS estava inclinado a usar o simbionte para criar um novo soldado super-potente para ajudar a proteger o país. Depois de tentar e não conseguir ligar o simbionte com outro hospedeiro, resultando na morte do candidato, o governo decidiu abordar um outro candidato. Em torno deste tempo, Flash foi abordado pelo Departamento de Segurança Interna como um candidato a ser ligado com o parasita alienígena, a fim de criar um novo super-soldado. O Flash concordou e tornou-se o Agente Venom, controlando o uniforme com uma combinação de sedativos e força de vontade. O governo colocou limites estritos sobre o papel do Flash como Venom, dizendo-lhe que ele só seria permitido servir como Venom por vinte missões no total, que o contato depois que ele tinha servido seu tempo, ele nunca seria permitido com o simbionte novamente. Esta regra foi destinada a evitar o desenvolvimento de comportamentos de dependência em relação ao uso do uniforme. Com medicamentos para controlar o simbionte e reprimir a sua personalidade, Flash Thompson se tornou um dos homens secretos do governo na batalha contra o mal. Apesar de ter as habilidades do Homem-Aranha amplificadas, mesmo para além dos níveis de força de Parker, Flash Thompson partiu para simplesmente sobreviver às vinte missões sem entregar o controle para o simbionte Venom.

A primeira missão de flash enviou para a nação de Nrosvekistan. Ele foi designado para encontrar Doctor Ferid Ekmecic e capturá-lo. Enquanto na missão que ele descobriu uma mulher e seu bebê, que tinha andado na linha de fogo. Ele salvou o par, levando-os para a segurança, mas apenas quando ele estava prestes a capturar o médico, ele encontrou o novo Lanterna de Jack O que então incapacitado ele e fugiu com o médico enquanto o Flash deu perseguição. Enquanto luta contra Jack, o Flash começou a perder o controle do terno, mas enquanto o vilão lhe tinha preso ao chão o Flash conseguiu jogar uma granada em sua máscara, soprando sua mandíbula off. Jack sobreviveu a esta e tentou completar a sua missão por escapar com o médico. Enquanto Jack estava voando para longe, o Flash tomou a decisão de matar o médico agarrando seu pescoço com correias. Quando o Flash voltou a base, o seu comandante-geral do rodeio vestiu-o para baixo para perder o controle do processo. Mais tarde, quando o Flash finalmente conseguiu voltar para casa, encontrou Betty Brant em lágrimas, depois de ter esperado por ele durante seis horas atrasado para um encontro que tinha planejado juntos para. Com o Flash ser incapaz de explicar seu paradeiro e os atrasos devido ao sigilo de seu status como Venom, Betty assumiu que estava bebendo novamente e bateu a porta na cara dele.
O Flash próxima apareceu no funcionamento de Kraven O Caçador na Terra Selvagem. Apesar de ter sido envenenado, ele continuou a sua missão de parar um carregamento de ilícito Antarctic Vibranium, um metal perigoso e valioso. Desorientado e incapaz de localizar Kraven, o Flash se refugiou em uma caverna, onde tentou descobrir quanto tempo ele tinha mesmo sido na Terra Selvagem. Enquanto nesta caverna ele mais uma vez cruzou com Kraven e os dois retomaram a luta. Enquanto lutam, Kraven acordou morcegos gigantes que residiam na caverna e seu poderoso guincho hipersônico separados Flash a partir do simbionte. Isso deixou o Flash momentaneamente à mercê de Kraven, mas ele foi salvo quando os morcegos invadiram os dois humanos, arrastando Flash e Kraven, tanto para o céu. O Flash usado o último de sua munição para disparar o bastão e agarrou uma borda para não cair para a morte. Embora o Flash estava no chão se recuperando, ele estava convencido de que ele ainda vai morrer com o veneno quando o simbionte o localizou e rebonded com Thompson, dizendo-lhe que ele precisa dele e sabe que ele precisa. Em outros lugares, o novo Crime Mestre e Lantern usado vigilância Jack O 'para capturar imagens do Flash quando ele foi separado do simbionte, colocando sua identidade em perigo.
Jack O'Lantern colocar essa informação para usar por sequestro Betty Brant. Flash, ainda na Terra Selvagem, tinha perdido todo o controle do simbionte. Embora ele contineud para perseguir seus objetivos de missão, ele matou inúmeros capangas guardando o Vibranium e explodiu toda a instalação, uma vez que ele tinha seqüestrado o helicóptero que transportava o carregamento de vibranium. Quando o Flash tentou entrar em contato com sua base, em vez disso ele recebeu uma mensagem de Jack O 'Lantern mostrando Betty como refém, oferecendo-se para trocá-la pela vibranium. Conflicted e ainda lutando para conter a personalidade do simbionte, o Flash voou o helicóptero de volta para Nova York e entregue o metal para os criminosos. Crime Mestre permitiu-lhe cinco minutos para chegar ao Betty Brant, que estava sendo realizada em um armazém cheio de explosivos. Em seu caminho para salvar Betty foi interceptado e subjugado pelo Homem-Aranha, que tem apenas recentemente soube da captura de Betty e suspeita de envolvimento de Venom.
Em seu desespero para salvar Betty, o Flash perdeu todo o controle do processo. Com a persona Venom totalmente no controle, seu ódio por Spider-man assumiu e os dois lutaram amargamente, perdendo um tempo precioso necessário para salvar Betty. Vendo a sua perda de controle, o governo fez uma tentativa de detonar Thompson explosivos implantados nele como uma precaução de segurança, mas esta falha como o terno tinha secretamente removido este dispositivo e plantou-o em um dos capangas de Crime Master. Após uma longa batalha, o Flash conseguiu tomar o controle suficiente do simbionte a recuar e localizar uma farmácia onde ele poderia localizar alguns sedativos para ajudar a controlar Venom. Ele, então, retomou sua tentativa de resgatar Betty, mas não conseguiu chegar ao edifício no tempo. Felizmente, Spider-man já resgatou, depois de ter ido lá diretamente após desengatar de sua luta com Venom. Durante interrogatório, Thompson lembrou sua equipe que, apesar de sua perda temporária de controle, ele ainda é um dos mocinhos e ele foi capaz de controlar a ação no final.
- "Harry Osborn:" Na série animada Ultimate Homem-Aranha, a origem do simbionte é distinta, se baseando no DNA do Peter Parker capturada pelo Dr. Octopus. O simbionte - denominado Venom - tem vida própria e escapa do laboratório do Dr. Octopus, indo em busca de Peter Parker. Após confrontar o Homem-Aranha, Punho de Ferro, Luke Cage, Tigresa Branca e Nova no apartamento da família Osborn, o simbionte é contido, porém Harry Osborn encontra em seus aposentos uma amostra daquele e resolve guarda-lo. Em pouco tempo Osborn começa a fazer uso do simbionte, se tornando o Homem-Aranha negro, porém o Venom passa a controlar a mente daquele.
- "Groot:" Quando a simbionte está no espaço, ele fundiu-se a ela e lutou contra os Guardiões da Galáxia.
- Lee Price: um mercenário que faz qualquer coisa por dinheiro. Ele se encontra com Mac Gargan, um antigo hospedeiro do simbionte.Marc contrata Lee e seu parceiro para ajudar em um serviço envolvendo a gangue do Lápide.As coisas não vão como esperado e pouco antes de um tiroteio,  o simbionte pula em Lee e começa a se unir a ele – durante a junção, o simbionte consegue notar algo da história de Lee e, notando que ele é um antigo militar, ele o compara a Flash Thompson e acredita que Lee, assim como Flash, irá fazer a coisa certa. Isso não dura muito tempo e Lee toma controle dos poderes do simbionte e brutalmente assassina todos ao seu redor, inclusive seu antigo amigo.  Durante o assassinato, o simbionte luta o tempo todo contra Lee, dizendo coisas como “não quero isso!”. O Simbionte soube como é ser um herói e agora está em uma situação contrária ao que sempre esteve, onde seu hospedeiro não liga para o que quiser.Atualmente ele é o hospedeiro do Venom.

### Hospedeiras
Existem duas mulheres que usaram o codinome She-Venom:
- Anne Weying: é a primeira She-Venom da Marvel Comics, ela era esposa de Eddie Brock.
- A detetive Patricia Robertson: é a segunda She-Venom que apareceu na Série do Venom (antes de ter de tratar seu câncer e deixar de ser Venom).

## Realidades alternativas
- Em Zumbis Marvel, Eddie é um dos infectados pelos zumbis que rodeiam a terra, quando este ataca o Homem-Aranha, Peter Parker acaba contra-atacando usando os seus recém-adquiridos poderes cósmicos para matar Venom, e este retruca "o simbiote esta me deixando, eu não sou mais o hospedeiro perfeito."
- Em Ultimate Spider-Man (Marvel Millenium), Eddie Jr. é um distante amigo de infância de Peter Parker, filho do sócio do pai do Homem-Aranha; se tornou o assassino Venom ao vestir o traje criado pelos pais dos dois, o similar do simbionte alienígena da trama principal de Homem-Aranha.
- Em Spider-Girl, Normie Osborn III, neto de Norman Osborn, se tornou Venom.
- Em Marvel Mangaverso, o Venom faz parte do Clã Ninja do Homem-Aranha.

## Em outras mídias

### Filmes

#### Homem-Aranha 3(2007)
Em Homem-Aranha 3, o simbionte aparece como um dos três antagonistas principais junto a Flint Marko / Homem-Areia e Harry Osborn / Novo Duende. O alienígena temporariramente se vincula com Peter Parker / Homem-Aranha, mas após ele perceber que seu comportamento estava sendo alterado pela criatura, ele a rejeita. O simbionte encontra um novo anfitrião em Eddie Brock, que compartilha do mesmo ódio com Peter após sua carreira ter sido arruinada pelo mesmo. Como Venom, ele forma uma aliança com Flint Marko e tenta eliminar o Homem-Aranha, mas ele é morto por uma das bombas do Novo Duende junto com Eddie. Eddie Brock / Venom foi interpretado pelo ator Topher Grace.

#### Universo Homem-Aranha da Sony(2018 - 2024)
A Sony Pictures estreou o filme solo do personagem, intitulado Venom em 4 de outubro de 2018. Eddie Brock / Venom foi interpretado pelo ator Tom Hardy.
Uma sequência chamada Venom: Let There Be Carnage foi lançada em 1 de outubro de 2021.
Em 24 de Outubro de 2024, Venom: The Last Dance foi lançado, completando a trilogia de filmes.

#### Spider-Man: No Way Home(2021)
Após o feitiço do Doutor Estranho falhar para todos esquecerem que Peter Parker é o Homem-Aranha, todas as pessoas que sabem que Peter Parker é o Homem-Aranha de outros universos estão sendo levados ao Universo Cinematográfico Marvel. Eddie Brock / Venom, do Universo Homem-Aranha da Sony foi um dos levados ao UCM, Brock estava no México neste momento, ele aparece na cena pós-créditos de Spider-Man: No Way Home, no final dessa cena pós-créditos, eles são levados de volta para seu universo, porém Venom deixa um pedaço do simbionte no UCM. Eddie Brock / Venom, foi novamente interpretado por Tom Hardy, mas não foi creditado.

### Televisão
- Spider-Man: The Animated Series (1994), inicialmente aparecendo como a roupa preta do Homem-Aranha, depois se juntando a Eddie Brock, se tornando o vilão Venom.
- Spider-Man Unlimited (1999), como um vilão aliado ao Carnificina infiltrados em um foguete onde o astronauta e filho de J. Jonah Jameson, John Jameson está, o Homem-Aranha percebe e tenta impedi-los, então Venom, Carnificina, Homem-Aranha e John Jameson vão parar em um planeta chamado Contra-Terra.
- The Spectacular Spider-Man (2008), inicialmente aparecendo como a roupa preta do Homem-Aranha, depois se juntando a Eddie Brock, se tornando o vilão Venom.
- Ultimate Spider-Man (2012), Venom, assim como em Ultimate Marvel, surge em um laboratório e é unido a Harry Osborn.
- Marvel's Spider-Man (2017), inicialmente como a roupa preta, depois se juntando a Eddie Brock, se tornando o vilão Venom.
- Your Friendly Neighborhood Spider-Man (2025), como um alienígena que luta contra o Doutor Estranho, sem querer deixando uma aranha radioativa no planeta Terra que pica Peter Parker, o transformando no Homem-Aranha. É a segunda aparição do simbionte no Universo Cinematográfico Marvel.

### Videogames
- Spider-Man and Venom: Maximum Carnage (1994)
- Venom/Spider-Man: Separation Anxiety (1995)
- Spider-Man (2000) como roupa preta do Homem-Aranha.
- Spider-Man 3 (2007), como Venom e roupa preta do Homem-Aranha.
- Spider-Man: Friend or Foe (2007)
- Spider-Man: Web of Shadows (2008), como Venom e a roupa preta do Homem-Aranha.
- The Amazing Spider-Man (2012), como a roupa preta do Homem-Aranha.
- Lego Marvel Super Heroes (2013), como personagem jogável.
- The Amazing Spider-Man 2 (2014), como a roupa preta do Homem-Aranha.
- Lego Marvel Super Heroes 2 (2017), como personagem jogável.
- Spider-Man (2018), aparição rápida na cena pós-créditos.
- Spider-Man: Miles Morales (2020), aparição rápida na cena pós-créditos.
- Spider-Man 2 (2023), como Venom e personagem jogável em certas partes do jogo.
- Venom (TBA), spin-off da série de jogos Spider-Man, sem data de lançamento prevista.